# Isa Reyes
Concepción Balcells de los Reyes (Barcelona, 1921-California, 1991), también conocida como Conchita y con el nombre artístico de Isa Reyes, fue una modelo, actriz y bailaora de flamenco española, proclamada Miss España en el exilio en 1938.

## Trayectoria
Nació en Barcelona y fue la primera hija de Concepción de los Reyes González Contreras y de Ricardo Balcells, reputado abogado y miembro de la Agrupación Socialista de Madrid y de la UGT, que durante la contienda ejerció como jefe de Sección en el Ministerio de Estado. En 1925, tras el nacimiento de Nuria, la segunda hija, la familia se trasladó a Madrid y se instaló en un edificio de la céntrica calle de Velázquez, donde a Conchita le gustaba tocar las castañuelas soñando con bailar flamenco en los escenarios de las principales capitales europeas.
En 1936, al comienzo de la Guerra Civil, mientras su padre permaneció en España al lado de los republicanos, se marchó con su madre y su hermana a París, donde salieron adelante gracias al talento que demostró para el baile. Ese otoño, regresaron a España tras aceptar la invitación de su tío Alfonso de los Reyes González Cárdenas,coronel de infantería del Ejército del aire en el aeródromo Alas Rojas de Sariñena, y más tarde jefe al mando del XI Cuerpo de Ejército de la República, establecido también en Sariñena.
Tras elegir Isa Reyes como nombre artístico en homenaje al canto tradicional canario, y poco después de llegar a París, comenzó su trayectoria profesional como modelo de ropa juvenil. El director Sacha Guitry la conoció en esos momentos y le dio un pequeño papel en el largometraje Les perles de la couronne (1937). Tras el rodaje de la película, donde quedaron patentes sus habilidades artísticas, además del compás flamenco, formó el dúo Alma e Isa con su prima. Juntas actuaron en una gala benéfica para recaudar fondos para la República Española en el exilio.
En una gala que organizó el diario Le Monde en París en 1938, fue elegida la mujer más guapa de España, recibiendo el galardón de "Miss España en el exilio". Ese mismo año, el 10 de septiembre, se celebró en Copenhague el título de Miss Europa, en el que consiguió el segundo puesto.
En abril de 1939 actuó en Berlín en el 50 aniversario de Adolf Hitler, formando parte del trío flamenco compuesto por el bailarín Antonio Arcaraz y su prima Alma. También actuaron para Mussolini en Venecia y para los Duques de Windsor en París.
Tras reencontrarse con su padre, la familia cruzó el Atlántico para establecerse en Cuba. Más tarde, se trasladaron a México, donde Balcells se casó con George Leonidas Nicoloupoulos Coltros, a quien había conocido en uno de sus viajes. En este país también se asentó su hermana Nuria, quien ejerció como poeta, ensayista y traductora. Balcells se estableció finalmente en California, donde formó una familia y residió hasta su fallecimiento en 1991.

## Reconocimientos
En 1938 obtuvo el primer puesto en el certamen de Miss España en el exilio, celebrado en París, y ese mismo año quedó en segundo lugar en el certamen de Miss Europa en Copenhague.